# 李賢皓
李賢皓 （이현호，1988年11月29日— ）韩国足球运动员。身高170CM，效力于濟州聯足球俱樂部，穿22号球衣。